# Zico
Zico, właściwie Arthur Antunes Coimbra (ur. 3 marca 1953 w Rio de Janeiro) – brazylijski trener piłkarski, wcześniej piłkarz i piłkarz plażowy, wybrany przez FIFA jednym ze 100 najlepszych piłkarzy XX wieku (lista FIFA 100), jest uważany za jednego z najlepszych piłkarzy w historii reprezentacji Brazylii po Pelé (w trakcie swojej kariery Zico zyskał przydomek „Biały Pele”), Ronaldo, i Garrinchy, dla drużyny narodowej strzelił 48 goli w 71 meczach. Dwukrotny mistrz świata w piłce nożnej plażowej (z 1995 oraz 1996 roku).
Zico pochodzi z rodziny z niższej klasy średniej, z przedmieść Rio de Janeiro, Uuintino. Podobnie jak wielu młodych Brazylijczyków spędził młodość na graniu w piłkę nożną dla przyjemności i marzeniach o profesjonalnej karierze. Jako nastolatek zwrócił na siebie uwagę reportera radiowego Celso Garcii, który zabrał go na testy do klubu CR Flamengo, gdzie młody Zico rozpoczął drogę na szczyt światowej piłki nożnej.

## Kariera zawodnicza

Zico.

Zico był kluczowym zawodnikiem CR Flamengo na początku lat 80. XX wieku, podczas najwspanialszego okresu w historii klubu. Pośród wielu innych tytułów, Zico poprowadził CR Flamengo do zwycięstwa w Copa Libertadores w 1981, Pucharze Interkontynentalnym w tym samym roku oraz trzech tytułów mistrza Brazylii. Na boisku Zico zdobywał bramki na wszystkie możliwe sposoby, był również wybitnym asystentem i kreatorem gry, znanym z doskonałego przeglądu pola. Był zawodnikiem obunożnym i specjalistą od rzutów wolnych.
Dzięki transferowi za kilka milionów dolarów, Zico został zatrudniony przez włoskie Udinese Calcio w 1983 roku. W Udine grał przez 2 lata. Decyzją o wyjeździe do Europy Zico wprawił wielu brazylijskich fanów w smutek, jednak wprowadził Udinese Calcio do grona najlepszych włoskich drużyn. Jednakże klub nie zdołał wywalczyć żadnego znaczącego trofeum i Zico ostatecznie powrócił do ojczyzny, do macierzystego CR Flamengo, sponsorowanego przez grupę firm.
Po powrocie piłkarz doznał ciężkiej kontuzji po brutalnym faulu zawodnika klubu Bangu, Marcio Nunesa. Fakt ten przerwał jego karierę na kilka miesięcy. Zico grał na mistrzostwach świata 1986 jeszcze jako kontuzjowany i nie strzelił rzutu karnego tuż przed końcem ćwierćfinałowego meczu przeciwko Francji, co wyeliminowało po konkursie rzutów karnych (gdzie Zico zrehabilitował się pewnie wykonując jedenastkę) Canarinhos z turnieju. Sprawy poprawiły się dopiero w 1987 kiedy Zico poprowadził CR Flamengo do czwartego tytułu mistrzowskiego. Wielu uważało Zico za najlepszego piłkarza w historii klubu, a jego osiągnięcia zainspirowały piosenkarza Jorge Benjora do napisania piosenki na jego cześć – Camisa 10 da Gávea – która to zbudowała klubowy mit koszulki z numerem 10.
Po pierwszych wyborach prezydenckich w Brazylii od wielu lat, nowy prezydent Fernando Collor de Mello powołał Zico na stanowisko ministra sportu. Piłkarz sprawował ten urząd przez około rok i jego głównym wkładem była ustawa ograniczająca biznesową stronę klubów sportowych. Do dzisiaj większość brazylijskich klubów piłkarskich jest administrowanych bardziej jako organizacje amatorskie niż profesjonalne firmy.
Zico przerwał karierę polityczną dla podjęcia bardziej satysfakcjonującej pracy, zarówno pod względem finansowym, jak i ciekawości. W 1991 znalazł pracę jako zawodnik w Japonii w klubie Sumitomo Metal Industries (obecnie Kashima Antlers). Zico pomógł w rozwoju małemu klubowi z miasteczka Kashima w dotarciu na szczyty raczkującej jeszcze wtedy, japońskiej piłki.
Dyscyplina, talent i profesjonalizm Zico dobrze pasowały do japońskiej kultury. W Kraju Kwitnącej Wiśni spowodował gwałtowny rozwój futbolu (m.in. powstanie J-League) i szybko stał się idolem z powodu fantastycznych goli i asyst. Zico zawiesił zakończył karierę w 1994 roku i został technicznym doradcą klubu Kashima Antlers. Słynny piłkarz dzielił czas pomiędzy Japonię i Brazylię, w której założył w 1995 roku Clube de Fuetbol Zico (Klub Piłkarski „Zico”).

## Kariera trenerska
Jego wpływ na wzrost zainteresowania futbolem w Japonii cały czas wzrastał. Jego imieniem nazywano place i ulice, stawiano mu pomniki, nakręcono o nim film. Zico użyczył sylwetki do promocji azjatyckiej wersji gry na konsole Winning Eleven. W lipcu 2002 roku zastąpił Philippe’a Troussiera na stanowisku trenera selekcjonera piłkarskiej reprezentacji Japonii. Po niepewnych początkach i pojawiających się plotkach o jego odejściu, m.in. dziwnej propozycji z angielskiego amatorskiego klubu Garforth Town (który na miesiąc zatrudnił Sócratesa), aby wrócić na boisko, Zico pozostał przy pracy selekcjonera i wygrał lokalny Kirin Cup w 2004 roku. W 2004 wywalczył również tytuł mistrza Azji na Pucharze Azji po finale z Chinami, wygranym 3:1. W 2005 jego zespół nie wyszedł z grupy podczas Pucharu Konfederacji w Niemczech. Zico pomógł też Japończykom w awansie do Mistrzostw Świata 2006, na których przegrał pierwszy mecz z Australią 1:3. Trener złożył dymisję po zakończeniu turnieju w Niemczech.
W 2006 roku Zico został trenerem tureckiego Fenerbahce SK. W 2007 roku poprowadził klub ze Stambułu do mistrzostwa Turcji. W Lidze Mistrzów 2007/2008 Fenerbahce nieoczekiwanie doszło do ćwierćfinału, gdzie odpadli po przegranej z Chelsea FC w dwumeczu 2:3. W 2008 roku zrezygnował z funkcji trenera w tym klubie i został zastąpiony przez Luisa Aragonesa.
Po wygranych przez poprzedniego trenera, Mirdżałoła Kasymowa ćwierćfinałowych pojedynkach z Saipą Teheran w Azjatyckiej Lidze Mistrzów, objął posadę pierwszego trenera uzbeckiego klubu Bunyodkor Taszkent. W styczniu 2009 roku rozwiązał kontrakt z tym klubem i objął posadę szkoleniowca rosyjskiego CSKA Moskwa. We wrześniu 2009 roku odszedł z CSKA Moskwa i przeszedł do Olympiakosu Pireus. Zastąpił tam Temura Ketsbaię. 28 sierpnia 2011 został selekcjonerem reprezentacji Iraku. W 2014 roku został trenerem FC Goa w indyjskiej Premier League.